# Francis Sullivan (hockey sur glace)
Pour les articles homonymes, voir Sullivan.
Francis Gerald Sullivan dit Frank Sullivan, né le 26 juin 1898, à Toronto, et mort le 8 janvier 1989 dans la même ville, est un joueur de hockey sur glace et de football canadien.
Dans la première discipline, il est médaillé d'or avec l'équipe nationale aux Jeux olympiques d'hiver de 1928, à Saint-Moritz. Dans le second, il évolue avec les Argonauts de Toronto, en 1915 puis de 1919 à 1922 et en 1924, et remporte la coupe Grey, en 1921.
Il est le frère de Joseph Albert Sullivan et le père de Peter Sullivan (en), joueur des « anciens » Jets de Winnipeg, dans l'Association mondiale de hockey puis dans la Ligue nationale de hockey, de 1975 à 1981.